# Lasioglossum paraforbesii
Lasioglossum paraforbesii là một loài Hymenoptera trong họ Halictidae. Loài này được McGinley mô tả khoa học năm 1986.

## Hình ảnh

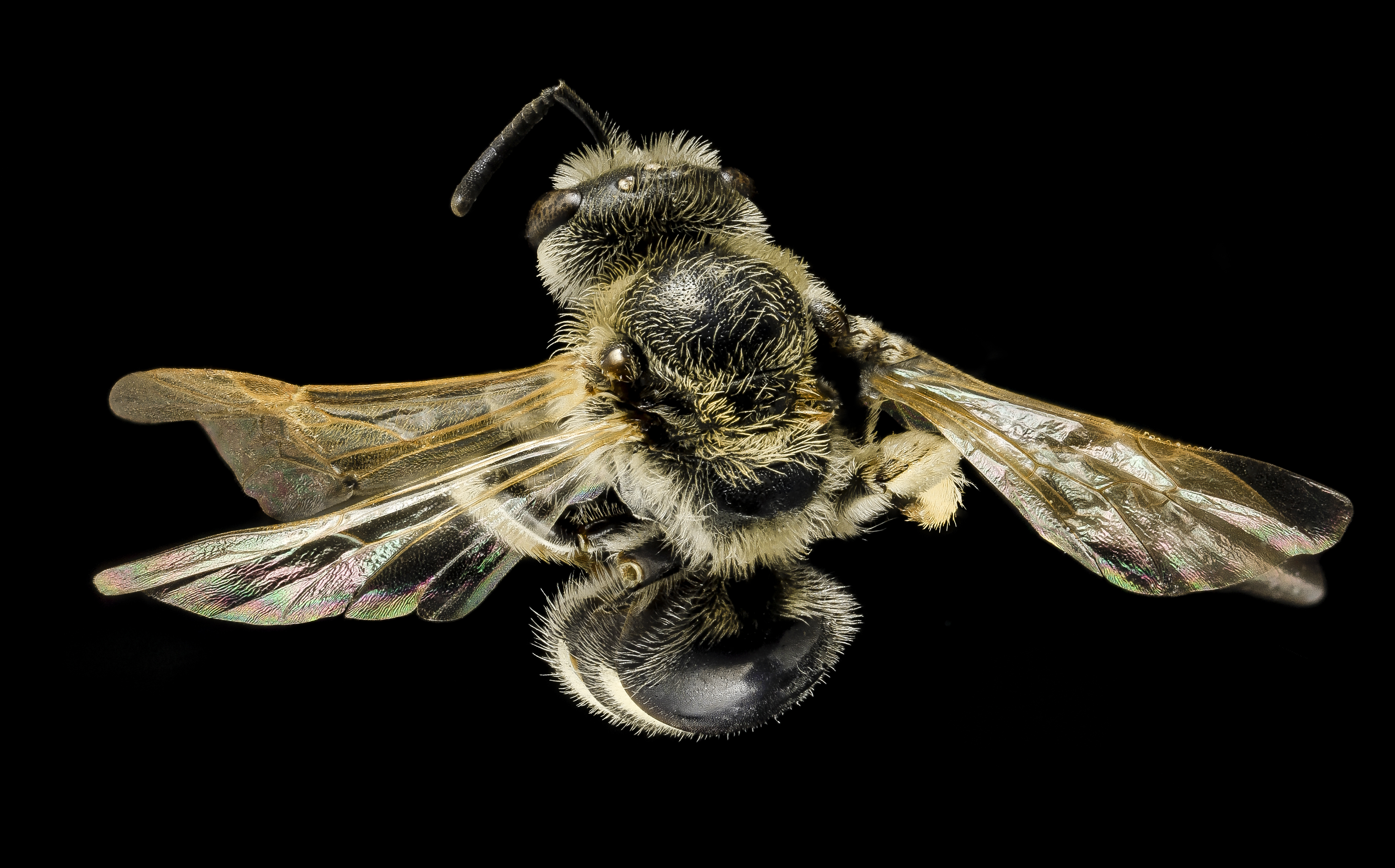
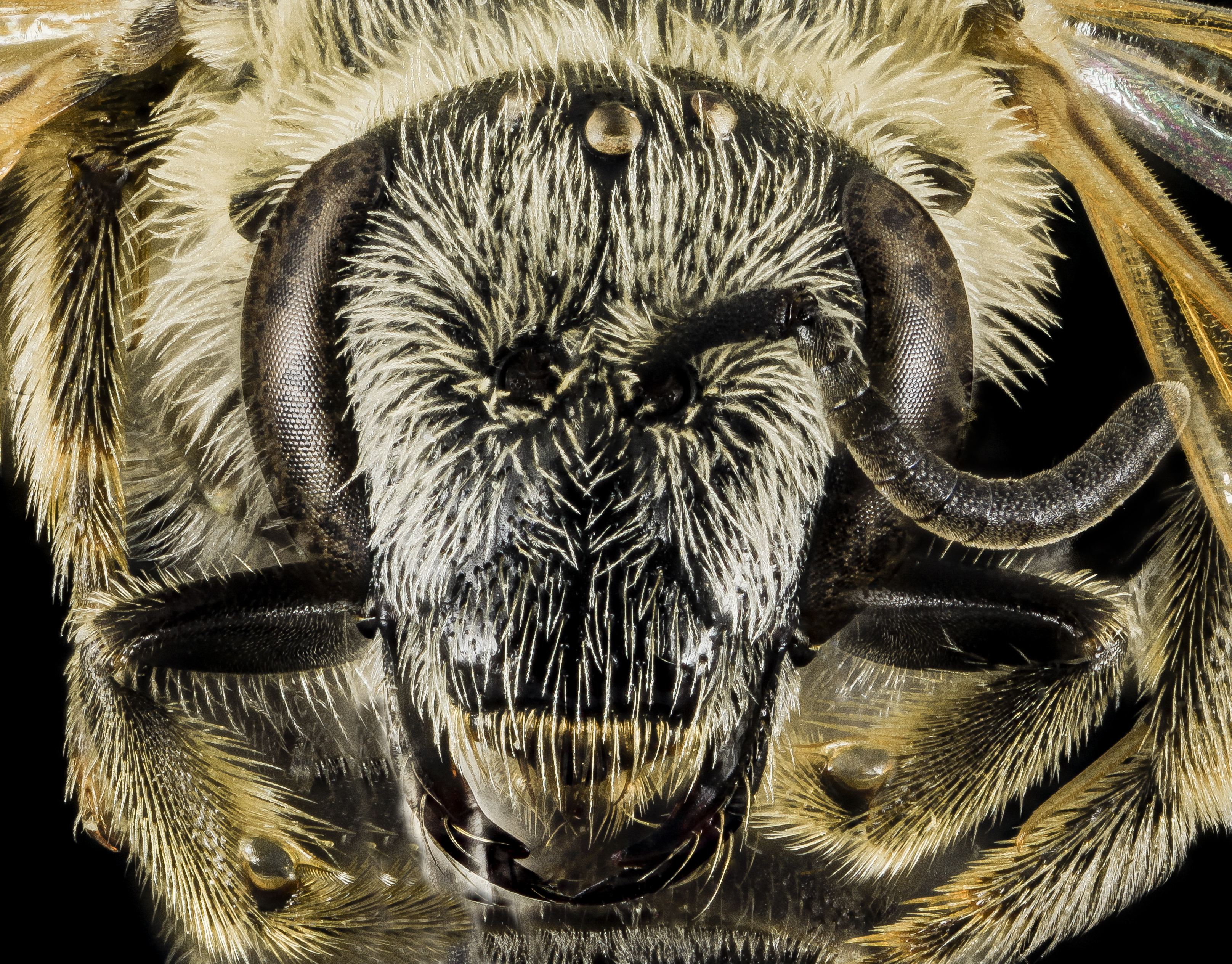